# Caspiopachyiulus astrabadensis
Caspiopachyiulus astrabadensis är en mångfotingart som beskrevs av Hans Lohmander. Caspiopachyiulus astrabadensis ingår i släktet Caspiopachyiulus och familjen kejsardubbelfotingar. Inga underarter finns listade i Catalogue of Life.